# Baryssinus robertoi
Baryssinus robertoi là một loài bọ cánh cứng trong họ Cerambycidae.